# 캡스톤

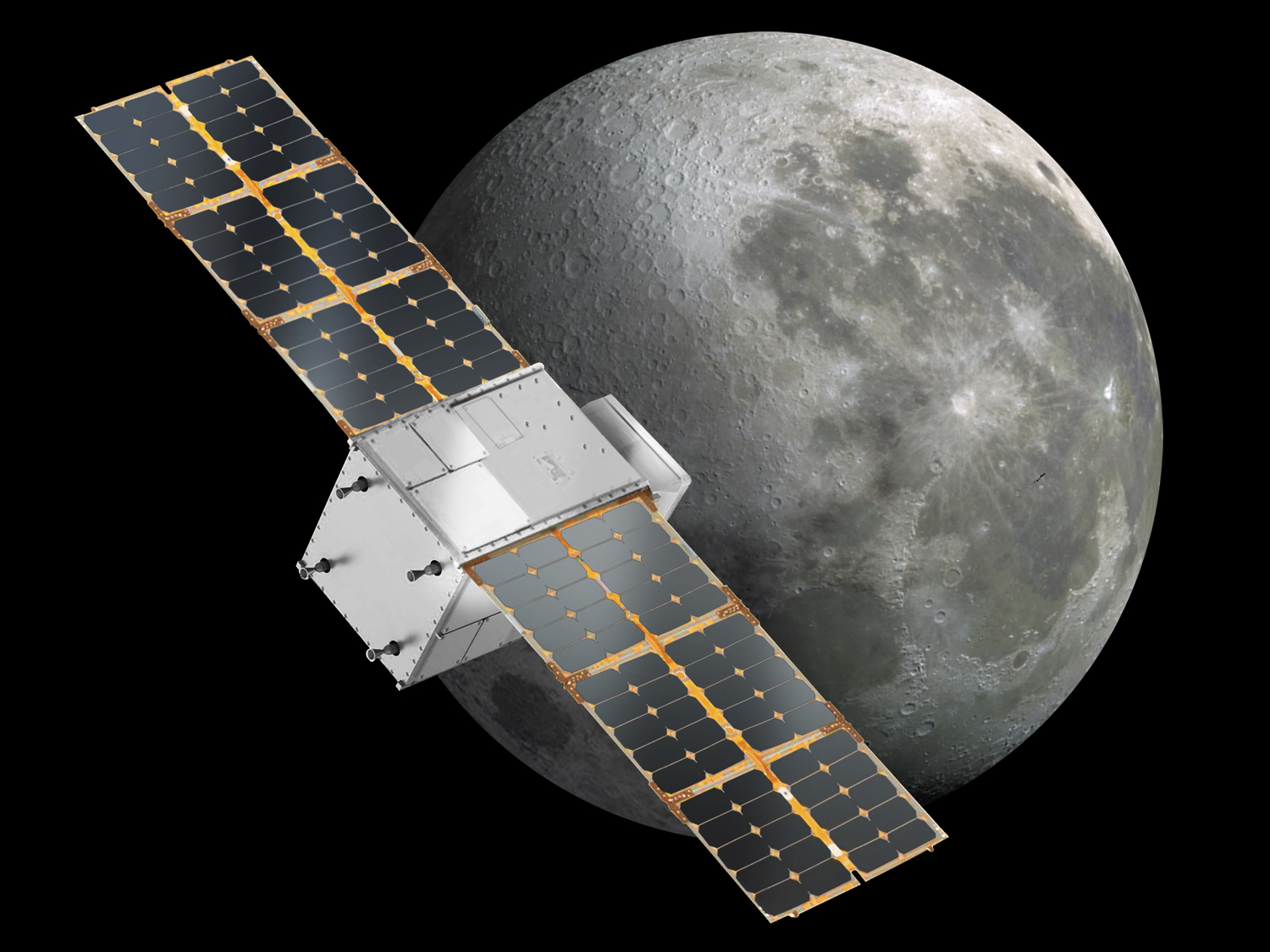
달 근방을 비행하는 캡스톤의 상상도

캡스톤(CAPSTONE, Cislunar Autonomous Positioning System Technology Operations and Navigation Experiment)은 루나 게이트웨이 우주 정거장에 대해 계획된 계산된 궤도 안정성을 테스트하고 검증하는 달 궤도선이다. 우주선은 지상국에 의존하지 않고 NASA의 LRO(달 정찰 인공위성)를 기준으로 위치를 측정하는 내비게이션 시스템을 테스트하는 12개 유닛으로 구성된 큐브위성이다. 2022년 6월 28일에 발사되어 2022년 11월 14일 달 궤도에 도착했으며 6개월 동안 궤도를 돌도록 예정되어 있었다. 2023년 5월 18일에 6개월 동안 거의 직선에 가까운 헤일로 궤도를 선회하는 주요 임무를 완료했지만 이 궤도에 머물면서 강화된 임무 단계 동안 계속해서 실험을 수행할 것이다.

## 임무
발사 후 3개월 동안 달을 여행한 후 캡스톤 달 위성은 이 시연 중에 데이터를 수집하는 데 6개월을 보냈으며, 달의 북극에서 가장 가까운 곳인 1,000마일(1,600km) 이내와 가장 먼 곳에 있는 남극에서 달의 북극에서 43,500마일(70,000km) 이내를 비행했다.

## 같이 보기
- 아르테미스 계획
- 루나 게이트웨이